# Бояков, Эдуард Владиславович
Эдуа́рд Владиславович Бояко́в (16 июня 1964, Кизилюрт, Дагестанская АССР, СССР) — российский продюсер, театральный режиссёр, театральный педагог, учредитель совместно с СТД Ассоциации «Золотая маска» (1995), создатель Московского пасхального фестиваля (совместно с Валерием Гергиевым), фестиваля современной пьесы «Новая драма», фестиваля театра для детей «Большая перемена»; основал и долгое время руководил театром «Практика», ректор Воронежской государственной академии искусств (до 2015 года). С декабря 2018 года по ноябрь 2021 года — художественный руководитель Московского художественного академического театра (МХАТ) имени М. Горького. Художественный руководитель Новой театральной школы. Создатель и художественный руководитель «Нового театра» (с 2022 года).

## Биография

##### Образование
Эдуард Бояков родился 16 июня 1964 года в городе Кизилюрте Дагестанской АССР.
Окончил факультет журналистики Воронежского государственного университета; в этом же вузе в течение двух лет преподавал текстологию, параллельно работая заведующим литературной частью Воронежского театра юного зрителя.
В 1994 году Эдуард Владиславович получил дипломы Московской международной школы бизнеса и Российской экономической академии им. Г. В. Плеханова.
Переехав в 1992-м в Москву, руководил управлением общественных связей и рекламы компании «Менатеп-Импекс»; позже возглавлял ЗАО «Аджирус» и AGIO ltd. (Сингапур).

##### «Золотая маска»
Новый этап в биографии Боякова начинается в 1995 году, когда он становится директором фестиваля «Золотая маска». Эдуард Владиславович был продюсером московских гастролей таких деятелей культуры, как Валерий Гергиев, Лев Додин, Борис Эйфман, Резо Габриадзе, Дмитрий Черняков, Алексей Ратманский, Римас Туминас, Эймунтас Някрошюс, Жозеф Надж, Джон Ноймайер, Джорджо Стрелер.
Помимо основной программы, фестиваль включает лабораторный блок, мастер-классы, семинары и дискуссии.

##### «Новая драма»
В 1998—1999 годах Бояков работает директором Российского академического молодёжного театра, а в 2002-м учреждает фестиваль современной пьесы «Новая драма». Мероприятие ежегодно проходит в Москве и других городах России: Нижнем Новгороде, Санкт-Петербурге, Тольятти, Перми.

##### Театр «Практика»
С 2005 по 2013 год Бояков был художественным руководителем театра «Практика» (Москва). В его репертуаре — пьесы Ивана Вырыпаева, Германа Грекова, Вячеслава Дурненкова, Мариуса фон Майенбурга, Павла Пряжко, Игоря Симонова, Анны Яблонской.
В 2016 году выпустил поэтический спектакль «Наше», где сам выступил в качестве актера и режиссёра.
В «Практике» ставят свои спектакли режиссёры Владимир Агеев, Филипп Григорьян, Светлана Землякова, Руслан Маликов, Виктор Рыжаков.
В театре играют Полина Агуреева, Павел Артемьев, Алиса Гребенщикова, Антон Кукушкин, Наталья Лесниковская, Иван Макаревич, Вера Полозкова, Андрей Смоляков, Александр Филиппенко, Алиса Хазанова.

##### МХАТ имени М. Горького
4 декабря 2018 года Эдуард Бояков был назначен руководителем Московского художественного академического театра (МХАТ имени М. Горького), который до этого возглавляла Татьяна Доронина. Его заместителями стали актёр и режиссёр Сергей Пускепалис и писатель Захар Прилепин. Министр культуры РФ Владимир Мединский пообещал увеличение финансирования театра и сохранение его «патриотической, яркой позиции».
С 5 октября 2020 года — ведущий программы «Напротив всех» на радиостанции «Комсомольская правда», являвшейся совместным проектом МХАТ и данного СМИ.
1 ноября 2021 года уволился из МХАТ им. Горького по требованию его директора Владимира Кехмана (озвученная Кехманом причина — его отношение к Дорониной).

##### «Praktika Pictures»
В 2005 году Бояков открыл кинокомпанию «Praktika Pictures», которая продюсировала фильм «Мёртвые дочери» (реж. Павел Руминов), а в 2008 году — картину «Доброволец».

##### «Большая перемена»
В 2007 году учредил международный фестиваль театра для детей «Большая Перемена». Программа фестиваля формируется российскими и зарубежными экспертами в области детского театра.
В разные годы в неё были включены спектакли Антона Адасинского, Андрея Могучего, Ивана Поповски.

##### «Арт-Стройка»
В 2008 году Бояков создаёт благотворительный проект «Арт-Стройка», объединяющий российских художников, которые откликнулись на предложение Эдуарда Боякова и театра «Практика» помочь воспитанникам детских домов. В аукционах принимали участие работы Гора Чахала, Павла Пепперштейна, Евгения Асса, Валерия Кошлякова, Аркадия Насонова, Дмитрия Врубеля, Виктории Тимофеевой, Олега Кулика, Андрея Бартенева, Константина Звездочетова, Франсиско Инфанте, Зураба Церетели, AES+F и многих других.

##### «Текстура»
В 2010 году, в рамках пермского культурного проекта, Бояков организовал международный фестиваль театра и кино о современности «Текстура». Председатель совета фестиваля — актриса Ингеборга Дапкунайте. В совет фестиваля входят Павел Лунгин, Алиса Хазанова, Вера Полозкова, Иван Вырыпаев, Филипп Бахтин, Марат Гельман и др.
Среди лауреатов — шведский режиссёр Лукас Мудиссон, режиссёр из Венгрии Корнель Мундруцо, российский писатель Владимир Сорокин.

##### «Человек.doc»
В 2010 году Эдуард Владиславович придумал экспериментальный документальный проект «Человек.doc», в основе которого — спектакли о героях современности. В первом сезоне проекта были представлены культурные герои, во втором (2012) — видные персоны IT-индустрии.
В 2011 году вместе с оргкомитетом «Сочи-2014» Бояков провел Национальный театральный конкурс «Текстура-Олимп». Его победители представляли Россию на Культурной олимпиаде в Сочи в 2014 году.

##### «Политеатр»
16 марта 2012 года совместно с Политехническим музеем создал «Политеатр» в Большой аудитории, которая в XX веке была площадкой для представителей новой русской поэзии: на её сцене в разные годы выступали Владимир Маяковский, Марина Цветаева, Сергей Есенин, Андрей Вознесенский, Евгений Евтушенко, Белла Ахмадулина, Владимир Высоцкий, Булат Окуджава.
Театр открылся режиссёрской работой Боякова — спектаклем «Волны» по рассказам Владимира Сорокина.
Команда «Политеатра» — актёры, режиссёры, художники, музыканты и поэты: Владимир Агеев, Павел Артемьев, Алиса Хазанова, Вениамин Смехов, Алиса Гребенщикова, Ингеборга Дапкунайте, Олег Кулик, Вера Полозкова, Андрей Смоляков, Галя Солодовникова, Александр Филиппенко, Артём Ткаченко, Михаил Козырев, Сергей Старостин, Олег Груз, Владимир Мартынов, Гермес Зайготт.

##### Издательские проекты
Бояков — инициатор издательских проектов: серии пьес современных зарубежных и российских драматургов «New Writing» (пьесы Марка Равенхилла, Патрика Марбера, российских драматургов), книги М. Давыдовой «Конец театральной эпохи» (издатель и автор предисловия), автор предисловия к книге Ф. Котлера «Все билеты проданы. Стратегии маркетинга исполнительских искусств».

##### Воронежская академия искусств
С 7 мая 2013 года Эдуард Владиславович исполнял обязанности, а 27 июня 2013 года был избран на должность ректора Воронежской государственной академии искусств.
В 2015 году покинул пост ректора.
Выставка «Романтический реализм»
Куратор выставки «Романтический реализм. Советская живопись 1925—1945 гг.» (совместно с Д. Ликиным и З.Трегуловой), которая проходила в центральном выставочном зале Манеж с 4 ноября по 4 декабря 2015 года, организованной Министерством Культуры РФ и Государственным музейно-выставочным центром «РОСИЗО».
Хор Сретенского монастыря. Праздничный Пасхальный концерт в Крокус Сити холле
Режиссёр-постановщик и продюсер Пасхального концерта Хора Сретенского монастыря в Крокус Сити Холле 1 мая 2016 года. При участии Государственного академического русского народного ансамбля «Россия». Ведущие Андрей Мерзликин и Любовь Толкалина.
Горное шоу «Кавказские пленники» на курорте «Роза Хутор»
Июль — октябрь 2016 года. Проект реализуется командой студии «Глагол» под руководством Эдуарда Боякова. Бояков выступает в качестве продюсера, режиссёра-постановщика и соавтора пьесы. Специально для «Кавказских пленников» написаны оригинальный сценарий и музыка известных композиторов. Уникальные декорации, яркие костюмы по мотивам кавказских легенд и обрядов. Шоу включает в себя цирковые номера с батутистами и канатоходцами, хореографические сцены, множество пиротехнических эффектов. В спектакле участвуют около ста человек.
«Новый театр»
В сентябре 2022 года Бояков объявил о создании в Москве негосударственного «Нового театра», в котором он займёт должность художественного руководителя. Основной резиденцией театра стала Усадьба Салтыковых-Чертковых на Мясницкой улице.

## Общественная позиция
В 2010-х годах негативно отзывался о действиях властей России.
С 2014 года начал высказываться в поддержку министра культуры Владимира Мединского и проводимой им политики, также упоминая о традиционных ценностях. Впоследствии заявлял о трансформации своих взглядов из-за событий на Украине и аннексии Крыма, отмечая свою давнюю привязанность к славянофильству, почвенничеству и консерватизму. В 2018 году обвинял бывших коллег по премии «Золотая маска» в политизированности решений (вроде награждения Кирилла Серебренникова, в отношении которого было возбуждено уголовное дело). Попутно заявлял о необходимости «менять» ситуацию в российском театре, которым по его версии руководят в основном «статусные худруки» и «тусовка», в которую входят «жеманные, игривые геи, одинокие злые богемные женщины и запойные диссидентствующие неповзрослевшие интеллектуалы».
С 2014 года сменил общественную позицию на провластную. В марте 2014 года поддержал аннексию Крыма, подписал письмо президенту России Владимиру Путину в поддержку аннексии. Начиная с 2015 года активно ездил в сепаратистскую ДНР как по культурным мероприятиям, так и в качестве частного лица.
Вместе со своим другом Захаром Прилепиным организовал Русский художественный союз. Вместе с ним сделал постановку по поэтическому сборнику 2017 года «Я израненная земля», посвящённому аннексии Крыма и войне на востоке Украины
24 февраля 2022 года поддержал вторжение России на Украину. В апреле 2023 года в интервью Екатерине Гордеевой заявил, что женщин необходимо лишить избирательного права.

## Основные работы в театре и кино
| 2001 | «Сказание о невидимом граде Китеже и деве Февронии» (Н. Римский-Корсаков). Опера. Мариинский театр. Исполнительный продюсер. В 2003 году спектакль был представлен как копродукция с Метрополитен-опера. |
| 2001 | «Царь Демьян». Опера. Мариинский театр. Мировая премьера. Исполнительный продюсер. |
| 2001 | «Неточка Незванова» (Ф. Достоевский). Драма. Российско-голландская копродукция (с Холланд Фестивал). Исполнительный продюсер.                                                                            |
| 2001 | «Альцест» (Клим). Драма. Театральная группа «Практика». Исполнитель главной роли. |
| 2003 | «Борис Годунов» (М. Мусоргский). Опера. Мариинский театр. Соборная площадь Московского Кремля. В рамках Пасхального фестиваля. Исполнительный продюсер.                                                  |
| 2003 | Гала-программа Мариинского театра на Поклонной горе. В рамках Пасхального фестиваля. Исполнительный продюсер.                                                                                            |
| 2003 | «Золото Нартов» (В. Николаев). Северо-Осетинский театр «Арвайден». Исполнительный продюсер. |
| 2003 | «Осада»(Е. Гришковец). Драма. МХТ им. Чехова. Исполнительный продюсер. |
| 2004 | «Свадебное путешествие» (В Сорокин). Драма. Копродукция группы «Практика» и Хан Продакшн, Германия. Режиссёр                                                                                             |
| 2005 | «Дети Розенталя» (Л. Десятников). Опера. Большой театр. Исполнительный продюсер. |
| 2005 | «Папа, я непременно должна сказать тебе что-то» (Н. Эшиненку). Драма. Театральный Центр «Практика». Режиссёр.                                                                                            |
| 2006 | «Мертвые дочери». Кинокартина. Копродукция («Централ партнершип» и Praktika Pictures). Продюсер. |
| 2006 | «Пьеса про деньги»(В. Никифорова). Драма. Театральный Центр «Практика». Режиссёр. |
| 2006 | «65 лет Сергею Довлатову». Центр Мейерхольда. Режиссёр-постановщик. |
| 2007 | «Капитал» (В. Сорокин). Драма. Театральный Центр «Практика». Режиссёр. |
| 2009 | «Подобия. Resemblances»(С. Дагдейл). В рамках Выставки работ Уильяма Тернера. Копродукция: Государственный музей им. А. С. Пушкина, Театральный Центр «Практика», Британский Совет в России. Режиссёр.   |
| 2009 | «Vita Nuova». (В. Мартынов). Опера. Лондонский филармонический оркестр. Мировая премьера. Ройял Фестивал Холл (Великобритания), Линкольн-центр (США), соавтор либретто.                                  |
| 2009 | «Жизнь удалась» (П. Пряжко). Драма. Театральный Центр «Практика». Режиссёр. |
| 2009 | «Доброволец». Мини-сериал. Praktika Pictures, РТР. Соавтор сценария, режиссёр. |
| 2009 | «Чёрные костюмы» Поэтический спектакль по стихам Елены Фанайловой на даче Бориса Пастернака. Режиссёр |
| 2009 | «Елена Фанайлова. Стихи о любви», «Сцена-Молот», Пермь. Режиссёр |
| 2009 | «Агата возвращается домой», «Сцена-Молот», Пермь. Режиссёр, совместно с Филиппом Григорьяном |
| 2010 | «Агата возвращается домой» (Л. Горалик). Сказка для взрослых от 8 лет. Копродукция: Театральный центр «Практика». Режиссёр.                                                                              |
| 2010 | «Елена Фанайлова. Стихи о любви» . Театральный центр «Практика». Режиссёр. |
| 2010 | «Коммуниканты» . «Сцена-Молот», Пермь. Сценография. |
| 2010 | «Распорядок», музыкальный спектакль . Пермский экономический форум. Режиссёр. |
| 2010 | «Дядюшкин сон» . Театр-Театр. Режиссёр. Совместно с Борисом Мильграмом, Филиппом Григорьяном. |
| 2010 | «От тебя, Москва, ломит все тело», поэтический спектакль. Фестиваль Слово Nova. Режиссёр. |
| 2010 | «Горе от ума» . Театр-Театр. Режиссёр. |
| 2010 | «Вера Полозкова. Стихи о любви» . Театральный центр «Практика». Режиссёр. |
| 2010 | «Коммуниканты» . Театральный центр «Практика». Сценография. |
| 2010 | «Человек.doc. Александр Гельман. Последнее будущее» . Театральный центр «Практика». Режиссёр. |
| 2010 | «Человек.doc. Бронислав Виногродский. Исцеление переводом» . Театральный центр «Практика». Режиссёр. |
| 2010 | «Человек.doc. Владимир Мартынов. В конце было начало» . Театральный центр «Практика». Режиссёр. |
| 2010 | «Человек.doc. Олег Кулик. Игра на барабанах» . Театральный центр «Практика». Режиссёр. |
| 2011 | «Ювелирка», поэтический спектакль . Фестиваль Слово Nova. Режиссёр. |
| 2011 | «Рубинштейн», поэтический спектакль . Фестиваль Слово Nova. Режиссёр. |
| 2011 | «Свадебное путешествие», читка . Фестиваль «Текстура». Режиссёр. |
| 2012 | «Волны» . «Политеатр». Режиссёр. |
| 2012 | «Вера Павлова. Стихи о любви». «Политеатр». Режиссёр. |
| 2012 | «Вера Полозкова. Избранное». «Политеатр». Режиссёр. |
| 2012 | «Демарш Энтузиастов». «Политеатр». Режиссёр. |
| 2015 | Выставка «Романтический реализм» |
| 2016 | Горное шоу «Кавказские пленники» на курорте «Роза Хутор» |
| 2016 | «Наше». Театральный центр «Практика». Режиссёр. Актёр. |
| 2020 | «Лавр». МХАТ им. М. Горького. Режиссёр. |
| 2023 | «Русский крест». Кинофильм. Кинокомпания «Глагол», Кинокомпания «Киноспутник». Автор сценария, режиссёр, продюсер.                                                                                       |